# Olenecamptus patrizii
Olenecamptus patrizii là một loài bọ cánh cứng trong họ Cerambycidae.